# Khanqah
Una khānqāh, o Khānāqah (in arabo خانقاه‎?, in persiano خانگاه‎), quindi Khaneqah, Khanegah o Khaneghah, è un modo diverso di definire un ribāṭ, una zāwiya o una tekke: vale a dire una struttura architettonica specificatamente eretta per ospitare una confraternita sufi, ossia una tarīqa, ed è un luogo vocato al ritiro spirituale di un devoto musulmano.

In passato - e in qualche misura minore anche oggi - la khānqāh spesso funge da ricovero per i viaggiatori sufi (sālik) e per gli studiosi di materie islamiche (ṭālib). Le khānqāh si trovano spesso accanto a un sepolcro di santi uomini (dargah), a moschee e a madrasa (scuole islamiche) e sono diffuse in tutto il mondo islamico: arabo, persiano, turco, africano, dell'Asia centrale e nell'Asia meridionale.
Nel mondo arabo, specialmente in Nordafrica, si trovano strutture similari, chiamate in arabo zāwiya (i francofoni scrivono zaouia) (in arabo زاوية‎?, zāwiya). In Turchia e in altri Paesi già facenti parte dell'Impero ottomano, come l'Albania e la Bosnia, edifici simili sono localmente chiamati tekije تكيه (takiya o tekkè). Nell'Asia meridionale, le parole Khanqah e Dargah sono usate indifferentemente anche per le tombe di "santi uomini" sufi.
Non si sa con certezza quando il Sufismo sia emerso come fenomeno all'interno dell'Islam, né quando la prima khanqah sia stata costruita. I Sufi stessi collegano il loro movimento al tempo del Profeta ma studi accademici parlano di date abbastanza posteriori. Lo studioso Jonathan Berkey scrive:
Una delle caratteristiche dell'ultima fase del Sufismo medievale fu la diffusione di istituzioni, variamente conosciute come  khanqah o ribāṭ, completate da edifici e da annesse strutture che albergavano e sostenevano le attività dei mistici. La loro origine è abbastanza ignota, ma è probabile che le loro tracce muovano dall'Iran del IX e X secolo. (Berkey 2003, p. 157)
Le Khanqah si diffusero poi nel mondo islamico, dal Marocco all'Indonesia.

## Architettura

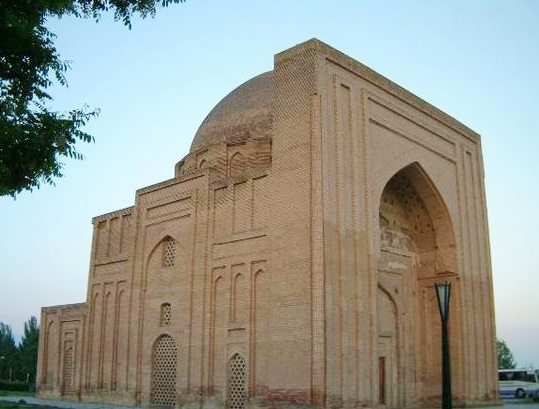
Tomba detta Hārūniyye, così chiamata a causa di Hārūn al-Rashīd. L'attuale struttura, una khanqah, si trova a Tus (nelle cui vicinanze in effetti il califfo abbaside morì) e fu costruita nel XIII secolo. Anche il grande mistico e teologo Ghazali vi è sepolto.

Tutte le khanqah, a prescindere dalle dimensioni, prevedono un'ampia corte centrale. Il rituale giornaliero di ṣalāt (preghiere) che ogni musulmano deve compiere, si svolge in questa corte, come ogni altra cerimonia e ritualità sufi (dhikr, meditazione e celebrazione del divino).
Grandi khanqah spesso sorgono attorno a una tomba del fondatore di una confraternite islamiche o al mausoleo di un "santo" sufi. L'ideologia fondamentalista dei wahhabiti tende a considerare con estremo sfavore le khanqah, viste come luoghi inappropriati per veicolare il corretto sentimento devozionale dei musulmani, che non dovrebbero riservare alcuna particolare attenzione - per non incorrere nel peccato di superstizione e persino di idolatria - a tutte le più diverse costruzioni religiose (ivi compresa la Moschea del Profeta a Medina. A questo atteggiamento di totale chiusura, gli assai più numerosi frequentatori delle khanqah replicano che, in assenza di uno specifico divieto della Shari'a per quanto riguarda un simile tipo di devozionalità, tali pratiche (rivolte comunque ad Allah) sono perfettamente legittime.
Alcune khanqah ospitano celle per gli sceicchi sufi (altrimenti detti con parola persiana pir) e le loro famiglie, o per tutti quei sufi che intendano proseguire il loro dhikr in silenzio e isolamento. È possibile anche che vi siano alloggi per i sufi che siano in viaggio per motivi legati alla loro fede e per i pellegrini, così come per accogliere malati e poveri.
I movimenti sufi sono stati messi al bando in tutti quei paesi che hanno sposato un'ideologia laica, fondamentalistica o atea, come la Turchia kemalista, l'Iran posteriore alla cosiddetta Rivoluzione islamica, l'Arabia Saudita salafita, o gli Stati ex-comunisti e oggi ex-sovietici dell'Asia centrale. In questi Paesi le khanqah sono state trasformate in musei o moschee o abbandonate a un inesorabile collasso strutturale. In altri Paesi, invece, il Sufismo sopravvive e prospera e moltissime delle locali khanqah sono quindi ancora in uso.

## Elenco di alcuneKhanqah
- Hijron Ka Khanqah (Mehrauli, India)
- Khanqah di Munamia Hasania situata a Khaje Kalan Ghat (Patna, Bihar, India)
- Khanqah di Baybars II (Il Cairo, Egitto)
- Khanqah di Nadir Divanbegi (Bukhara)